# Sabrina Goleš
Sabrina Goleš (née le 3 juin 1965 à Stari Mikanovci) est une joueuse de tennis de l'ex-République fédérative socialiste de Yougoslavie, professionnelle dans les années 1980. Elle demeure la meilleure représentante de son pays sur cette période, avant l'éclosion de Monica Seles au plus haut niveau mondial en 1989.
Aux Jeux olympiques de Los Angeles de 1984, alors que le tennis est en épreuve de démonstration, elle a décroché une médaille d'argent en simple (défaite contre Steffi Graf en finale). La même année, elle a atteint le 4e tour à Roland-Garros (battue par Camille Benjamin), sa meilleure performance en simple dans une épreuve du Grand Chelem.
Au cours de sa carrière, Sabrina Goleš a remporté cinq tournois WTA, dont quatre en double dames.

## Palmarès

### Titre en simple dames
| No | Date       | Nom et lieu du tournoi          | Catégorie | Dotation | Surface      | Finaliste | Score            |          |          |
| -- | ---------- | ------------------------------- | --------- | -------- | ------------ | --------- | ---------------- | -------- | -------- |
| 1  | 28-09-1987 | [[\|First Clarins Open]], Paris |           | 50 000 $ | Terre (ext.) | NC        | Sandra Wasserman | 7-5, 6-1 | Parcours |

### Finales en simple dames
| No | Date       | Nom et lieu du tournoi      | Catégorie  | Dotation | Surface      | Vainqueure      | Score         |          |
| -- | ---------- | --------------------------- | ---------- | -------- | ------------ | --------------- | ------------- | -------- |
| 1  | 23-04-1984 | Taranto Tournament, Tarente | VS Tour C1 | 50 000 $ | Terre (ext.) | Sandra Cecchini | 6-2, 7-5      | Parcours |
| 2  | 10-11-1986 | Puerto Rico Open, San Juan  |            | 75 000 $ | Dur (ext.)   | Raffaella Reggi | 7-6, 4-6, 6-3 | Parcours |

### Titres en double dames
| No | Date       | Nom et lieu du tournoi     | Catégorie  | Dotation | Surface      | Partenaire      | Finalistes                           | Score         |          |
| -- | ---------- | -------------------------- | ---------- | -------- | ------------ | --------------- | ------------------------------------ | ------------- | -------- |
| 1  | 23-04-1984 | Taranto Tournament Tarente | VS Tour C1 | 50 000 $ | Terre (ext.) | Petra Huber     | Elena Eliseenko Natasha Reva         | 6-3, 6-3      | Parcours |
| 2  | 21-04-1986 | Wild Dunes Charleston      |            | 75 000 $ | Terre (ext.) | Sandra Cecchini | Laura Gildemeister Marcela Skuherská | 4-6, 6-0, 6-3 | Parcours |
| 3  | 01-08-1988 | Athen Greece Athènes       | Tier V     | 75 000 $ | Terre (ext.) | Judith Wiesner  | Silke Frankl Sabine Hack             | 7-5, 6-0      | Parcours |
| 4  | 01-05-1989 | Coppa Mantegazza Tarente   | Tier V     | 50 000 $ | Terre (ext.) | Mercedes Paz    | Sophie Amiach Emmanuelle Derly       | 6-2, 6-2      | Parcours |

### Finales en double dames
| No | Date       | Nom et lieu du tournoi                         | Catégorie | Dotation  | Surface         | Vainqueures                         | Partenaire          | Score         |          |
| -- | ---------- | ---------------------------------------------- | --------- | --------- | --------------- | ----------------------------------- | ------------------- | ------------- | -------- |
| 1  | 04-11-1985 | Hewlett-Packard Trophy Hilversum               |           | 75 000 $  | Moquette (int.) | Marcella Mesker Catherine Tanvier   | Sandra Cecchini     | 6-2, 6-2      | Parcours |
| 2  | 14-07-1986 | Elektra Cup Brégence                           |           | 50 000 $  | Terre (ext.)    | Petra Huber Petra Keppeler          | Tine Scheuer-Larsen | 6-2, 6-4      | Parcours |
| 3  | 28-09-1987 | First Clarins Open Paris                       |           | 50 000 $  | Terre (ext.)    | Isabelle Demongeot Nathalie Tauziat | Sandra Cecchini     | 1-6, 6-3, 6-3 | Parcours |
| 4  | 08-08-1988 | Vitosha The New Otani Sofia                    | Tier V    | 100 000 $ | Dur (int.)      | Conchita Martínez Barbara Paulus    | Katerina Maleeva    | 1-6, 6-1, 6-4 | Parcours |
| 5  | 24-07-1989 | Volvo Open Båstad                              | Tier V    | 75 000 $  | Terre (ext.)    | Mercedes Paz Tine Scheuer-Larsen    | Katerina Maleeva    | 6-2, 7-5      | Parcours |
| 6  | 23-04-1990 | International Championships of Spain Barcelone | Tier IV   | 150 000 $ | Terre (ext.)    | Mercedes Paz Arantxa Sánchez        | Patricia Tarabini   | 6-7, 6-2, 6-1 | Parcours |

## Parcours en Grand Chelem

### En simple dames
| Année | Open d'Australie (janvier) | Open d'Australie (janvier) | Internationaux de France | Internationaux de France | Wimbledon       | Wimbledon           | US Open         | US Open             | Open d'Australie (décembre) | Open d'Australie (décembre) |
| ----- | -------------------------- | -------------------------- | ------------------------ | ------------------------ | --------------- | ------------------- | --------------- | ------------------- | --------------------------- | --------------------------- |
| 1983  | n/a                        | n/a                        | 2e tour (1/32)           | Mima Jaušovec            | -               | -                   | 2e tour (1/32)  | Pascale Paradis     | -                           | -                           |
| 1984  | n/a                        | n/a                        | 4e tour (1/8)            | Camille Benjamin         | 1er tour (1/64) | Chris Evert         | 1er tour (1/64) | Zina Garrison       | -                           | -                           |
| 1985  | n/a                        | n/a                        | 1er tour (1/64)          | Penny Barg               | 1er tour (1/64) | Larisa Savchenko    | 2e tour (1/32)  | Alycia Moulton      | -                           | -                           |
| 1986  | n/a                        | n/a                        | 1er tour (1/64)          | Hana Mandlíková          | 1er tour (1/64) | Iva Budařová        | 1er tour (1/64) | Robin White         | n/a                         | n/a                         |
| 1987  | -                          | -                          | 1er tour (1/64)          | Tine Scheuer             | 2e tour (1/32)  | Kumiko Okamoto      | 2e tour (1/32)  | Catarina Lindqvist  | n/a                         | n/a                         |
| 1988  | -                          | -                          | 1er tour (1/64)          | Raffaella Reggi          | 1er tour (1/64) | Martina Navrátilová | 2e tour (1/32)  | Anne Minter         | n/a                         | n/a                         |
| 1989  | -                          | -                          | 1er tour (1/64)          | Claudia Porwik           | 1er tour (1/64) | Valda Lake          | 3e tour (1/16)  | Martina Navrátilová | n/a                         | n/a                         |
| 1990  | 1er tour (1/64)            | Judith Wiesner             | 1er tour (1/64)          | Ann Grossman             | -               | -                   | -               | -                   | n/a                         | n/a                         |

À droite du résultat, l’ultime adversaire.

### En double dames
| Année | Open d'Australie (janvier) | Open d'Australie (janvier) | Internationaux de France     | Internationaux de France   | Wimbledon                     | Wimbledon                 | US Open                       | US Open                  | Open d'Australie (décembre) | Open d'Australie (décembre) |
| ----- | -------------------------- | -------------------------- | ---------------------------- | -------------------------- | ----------------------------- | ------------------------- | ----------------------------- | ------------------------ | --------------------------- | --------------------------- |
| 1984  | n/a                        | n/a                        | 3e tour (1/8) Petra Huber    | Kohde-Kilsch H. Mandlíková | 1er tour (1/32) Petra Huber   | B. Potter Sharon Walsh    | 1er tour (1/32) M. Maleeva    | C. Copeland Lori McNeil  | -                           | -                           |
| 1985  | n/a                        | n/a                        | 2e tour (1/16) Pam Casale    | R. Fairbank Anne Hobbs     | 1er tour (1/32) Sandy Collins | Beverly Mould Paula Smith | 1er tour (1/32) Emilse Raponi | Mima Jaušovec M. Schropp | -                           | -                           |
| 1986  | n/a                        | n/a                        | 2e tour (1/16) S. Cecchini   | Chris Evert Anne White     | -                             | -                         | 3e tour (1/8) S. Cecchini     | G. Fernández Robin White | n/a                         | n/a                         |
| 1987  | -                          | -                          | 2e tour (1/16) S. Cecchini   | I. Demongeot N. Tauziat    | -                             | -                         | 1er tour (1/32) S. Cecchini   | R. Fairbank B. Potter    | n/a                         | n/a                         |
| 1988  | -                          | -                          | 1er tour (1/32) S. Cecchini  | C. Lindqvist Tine Scheuer  | -                             | -                         | 2e tour (1/16) S. Cecchini    | Lori McNeil B. Nagelsen  | n/a                         | n/a                         |
| 1989  | -                          | -                          | 1er tour (1/32) Mercedes Paz | Jana Novotná Helena Suková | 1er tour (1/32) Laura Golarsa | B. Schultz A. Temesvári   | 2e tour (1/16) L. Ferrando    | I. Demongeot N. Tauziat  | n/a                         | n/a                         |
| 1990  | 3e tour (1/8) K. Maleeva   | B. Schultz A. Temesvári    | 1er tour (1/32) L. Ferrando  | Jenny Byrne J. Thompson    | 1er tour (1/32) L. Ferrando   | P. Paradis C. Suire       | -                             | -                        | n/a                         | n/a                         |

Sous le résultat, la partenaire ; à droite, l’ultime équipe adverse.

### En double mixte
| Année | Open d'Australie (janvier), | Open d'Australie (janvier), | Internationaux de France    | Internationaux de France | Wimbledon                   | Wimbledon                 | US Open | US Open | Open d'Australie (décembre), | Open d'Australie (décembre), |
| ----- | --------------------------- | --------------------------- | --------------------------- | ------------------------ | --------------------------- | ------------------------- | ------- | ------- | ---------------------------- | ---------------------------- |
| 1984  | n/a                         | n/a                         | -                           | -                        | 2e tour (1/16) M. De Palmer | Anne Minter Laurie Warder | -       | -       | n/a                          | n/a                          |
| 1985  | n/a                         | n/a                         | 1/2 finale Goran Prpić      | Navrátilová H. Günthardt | -                           | -                         | -       | -       | n/a                          | n/a                          |
| 1989  | -                           | -                           | 3e tour (1/8) G. Ivanišević | G. Fernández P. McEnroe  | -                           | -                         | -       | -       | n/a                          | n/a                          |

Sous le résultat, le partenaire ; à droite, l’ultime équipe adverse.

## Parcours aux Jeux olympiques

### En simple dames
| # | Date       | Nom de l'olympiade        | Surface    | Résultat       | Ultime adversaire | Score         |          |
| - | ---------- | ------------------------- | ---------- | -------------- | ----------------- | ------------- | -------- |
| 1 | 06/08/1984 | Olympic Games Los Angeles | Dur (ext.) | Argent         | Steffi Graf       | 1-6, 6-3, 6-4 | Parcours |
| 2 | 20/09/1988 | Olympic Games Séoul       | Dur (ext.) | 2e tour (1/16) | Gabriela Sabatini | 6-1, 6-0      | Parcours |

## Parcours en Coupe de la Fédération
| #                                                                                 | Date       | Lieu      | Surface                     | Gagnante(s)                       | Perdante(s)                        | Score           |          |
|                                                                                   |            |           |                             |                                   |                                    |                 |          |
| 1983 - 1er tour (groupe mondial) - Yougoslavie - Corée du Sud - 2 : 1             |            |           |                             |                                   |                                    |                 |          |
| 1                                                                                 | 18/07/1983 | Zurich    | Terre (ext.)                | Seol Min-kyung                    | Sabrina Goleš                      | 6-2, 7-6        | Parcours |
| 1                                                                                 | 18/07/1983 | Zurich    | Terre (ext.)                | Sabrina Goleš Renata Sasak        | Kim Soo-ok Shin Soon-ho            | 7-6, 6-4        | Parcours |
|                                                                                   |            |           |                             |                                   |                                    |                 |          |
| 1983 - 2e tour (groupe mondial) - Yougoslavie - Chine - 3 : 0                     |            |           |                             |                                   |                                    |                 |          |
| 2                                                                                 | 18/07/1983 | Zurich    | Terre (ext.)                | Sabrina Goleš                     | Yu Li-Qiao                         | 7-6, 6-3        | Parcours |
| 2                                                                                 | 18/07/1983 | Zurich    | Terre (ext.)                | Sabrina Goleš Renata Sasak        | Yu Li-Qiao Wang Ping Sr.           | 6-0, 7-6        | Parcours |
|                                                                                   |            |           |                             |                                   |                                    |                 |          |
| 1983 - 1/4 de finale (groupe mondial) - États-Unis - Yougoslavie - 2 : 1          |            |           |                             |                                   |                                    |                 |          |
| 3                                                                                 | 18/07/1983 | Zurich    | Terre (ext.)                | Sabrina Goleš                     | Candy Reynolds                     | 7-5, 3-6, 12-10 | Parcours |
| 3                                                                                 | 18/07/1983 | Zurich    | Terre (ext.)                | Candy Reynolds Paula Smith        | Sabrina Goleš Renata Sasak         | 6-3, 6-4        | Parcours |
|                                                                                   |            |           |                             |                                   |                                    |                 |          |
| 1984 - 1er tour (groupe mondial) - Yougoslavie - Corée du Sud - 3 : 0             |            |           |                             |                                   |                                    |                 |          |
| 4                                                                                 | 16/07/1984 | São Paulo | Terre (ext.)                | Sabrina Goleš                     | Seol Min-kyung                     | 6-0, 6-3        | Parcours |
|                                                                                   |            |           |                             |                                   |                                    |                 |          |
| 1984 - 2e tour (groupe mondial) - Yougoslavie - Israël - 3 : 0                    |            |           |                             |                                   |                                    |                 |          |
| 5                                                                                 | 16/07/1984 | São Paulo | Terre (ext.)                | Sabrina Goleš                     | Rafeket Binyamini                  | 6-0, 6-1        | Parcours |
| 5                                                                                 | 16/07/1984 | São Paulo | Terre (ext.)                | Sabrina Goleš Renata Sasak        | Orly Bialistozky Sagit Doron       | 6-4, 6-0        | Parcours |
|                                                                                   |            |           |                             |                                   |                                    |                 |          |
| 1984 - 1/4 de finale (groupe mondial) - Yougoslavie - Bulgarie - 2 : 1            |            |           |                             |                                   |                                    |                 |          |
| 6                                                                                 | 16/07/1984 | São Paulo | Terre (ext.)                | Sabrina Goleš                     | Katerina Maleeva                   | 6-4, 7-5        | Parcours |
| 6                                                                                 | 16/07/1984 | São Paulo | Terre (ext.)                | Sabrina Goleš Mima Jaušovec       | Katerina Maleeva Manuela Maleeva   | 6-3, 6-1        | Parcours |
|                                                                                   |            |           |                             |                                   |                                    |                 |          |
| 1984 - 1/2 finale (groupe mondial) - Yougoslavie - Tchécoslovaquie - 0 : 3        |            |           |                             |                                   |                                    |                 |          |
| 7                                                                                 | 16/07/1984 | São Paulo | Terre (ext.)                | Helena Suková                     | Sabrina Goleš                      | 2-6, 6-1, 7-5   | Parcours |
|                                                                                   |            |           |                             |                                   |                                    |                 |          |
| 1985 - 1er tour (groupe mondial) - Irlande - Yougoslavie - 0 : 3                  |            |           |                             |                                   |                                    |                 |          |
| 8                                                                                 | 08/10/1985 | Nagoya    | Dur (ext.)                  | Sabrina Goleš                     | Siobhan Nicholson                  | 4-6, 6-4, 6-3   | Parcours |
| 8                                                                                 | 08/10/1985 | Nagoya    | Dur (ext.)                  | Sabrina Goleš Aila Winkler        | Diane Craig Jennifer Thornton      | 6-2, 6-2        | Parcours |
|                                                                                   |            |           |                             |                                   |                                    |                 |          |
| 1985 - 2e tour (groupe mondial) - Bulgarie - Yougoslavie - 3 : 0                  |            |           |                             |                                   |                                    |                 |          |
| 9                                                                                 | 08/10/1985 | Nagoya    | Dur (ext.)                  | Manuela Maleeva                   | Sabrina Goleš                      | 6-1, 6-3        | Parcours |
| 9                                                                                 | 08/10/1985 | Nagoya    | Dur (ext.)                  | Katerina Maleeva Manuela Maleeva  | Sabrina Goleš Aila Winkler         | 6-4, 7-67       | Parcours |
|                                                                                   |            |           |                             |                                   |                                    |                 |          |
| 1986 - 1er tour qualifications (groupe mondial) - Yougoslavie - Norvège - 3 : 0   |            |           |                             |                                   |                                    |                 |          |
| 10                                                                                | 20/07/1986 | Prague    | Terre (ext.)                | Sabrina Goleš                     | Amy Jonsson-Raaholt                | 6-2, 6-0        | Parcours |
| 10                                                                                | 20/07/1986 | Prague    | Terre (ext.)                | Sabrina Goleš Aila Winkler        | Amy Jonsson-Raaholt Astrid Sunde   | 6-3, 7-62       | Parcours |
|                                                                                   |            |           |                             |                                   |                                    |                 |          |
| 1986 - 1er tour (groupe mondial) - Yougoslavie - Pologne - 3 : 0                  |            |           |                             |                                   |                                    |                 |          |
| 11                                                                                | 22/07/1986 | Prague    | Terre (ext.)                | Sabrina Goleš                     | Monika Waniek                      | 6-3, 6-3        | Parcours |
| 11                                                                                | 22/07/1986 | Prague    | Terre (ext.)                | Sabrina Goleš Aila Winkler        | Monika Waniek Renata Skrzypczynska | 6-4, 6-3        | Parcours |
|                                                                                   |            |           |                             |                                   |                                    |                 |          |
| 1986 - 2e tour (groupe mondial) - Yougoslavie - Italie - 1 : 2                    |            |           |                             |                                   |                                    |                 |          |
| 12                                                                                | 22/07/1986 | Prague    | Terre (ext.)                | Raffaella Reggi                   | Sabrina Goleš                      | 6-4, 7-5        | Parcours |
| 12                                                                                | 22/07/1986 | Prague    | Terre (ext.)                | Sabrina Goleš Aila Winkler        | Laura Garrone Raffaella Reggi      | 3-6, 7-64, 6-3  | Parcours |
|                                                                                   |            |           |                             |                                   |                                    |                 |          |
| 1987 - 1er tour (groupe mondial) - Pologne - Yougoslavie - 1 : 2                  |            |           |                             |                                   |                                    |                 |          |
| 13                                                                                | 28/07/1987 | Vancouver |                             | Sabrina Goleš                     | Renata Skrzypczynska               | 6-3, 6-1        | Parcours |
| 13                                                                                | 28/07/1987 | Vancouver | Sabrina Goleš Renata Sasak  | Renata Skrzypczynska Ewa Zerdecka | 6-2, 6-4                           |                 | Parcours |
|                                                                                   |            |           |                             |                                   |                                    |                 |          |
| 1987 - 2e tour (groupe mondial) - Yougoslavie - Tchécoslovaquie - 0 : 3           |            |           |                             |                                   |                                    |                 |          |
| 14                                                                                | 28/07/1987 | Vancouver |                             | Hana Mandlíková                   | Sabrina Goleš                      | 6-4, 6-3        | Parcours |
| 14                                                                                | 28/07/1987 | Vancouver | Jana Novotná Regina Kordová | Sabrina Goleš Renata Sasak        | 6-4, 5-7, 6-4                      |                 | Parcours |
|                                                                                   |            |           |                             |                                   |                                    |                 |          |
| 1989 - 1er tour qualifications (groupe mondial) - Yougoslavie - Jamaïque - 3 : 0  |            |           |                             |                                   |                                    |                 |          |
| 15                                                                                | 01/10/1989 | Tokyo     | Dur (ext.)                  | Sabrina Goleš                     | J. Van Ryck de Groot               | 6-0, 6-2        | Parcours |
| 15                                                                                | 01/10/1989 | Tokyo     | Dur (ext.)                  | Sabrina Goleš Mima Jaušovec       | Deanne Bell J. Van Ryck de Groot   | 6-1, 6-0        | Parcours |
|                                                                                   |            |           |                             |                                   |                                    |                 |          |
| 1989 - 1er tour (groupe mondial) - Yougoslavie - Pays-Bas - 0 : 2                 |            |           |                             |                                   |                                    |                 |          |
| 16                                                                                | 03/10/1989 | Tokyo     | Dur (ext.)                  | Brenda Schultz                    | Sabrina Goleš                      | 7-65, 6-0       | Parcours |
|                                                                                   |            |           |                             |                                   |                                    |                 |          |
| 1990 - 1er tour qualifications (groupe mondial) - Indonésie - Yougoslavie - 2 : 1 |            |           |                             |                                   |                                    |                 |          |
| 17                                                                                | 21/07/1990 | Atlanta   | Dur (ext.)                  | Irawati Moerid Suzanna Wibowo     | Sabrina Goleš Gorana Matic         | 6-4, 6-3        | Parcours |

## Classements WTA en fin de saison

### En simple
| Année | 1983 | 1984 | 1985 | 1986 | 1987 | 1988 | 1989 | 1990 |
| Rang  | 110  | 55   | 54   | 30   | 64   | 59   | 105  | 203  |

Source : (en) « Classements de Sabrina Goleš », sur le site officiel du WTA Tour

### En double
| Année | 1986 | 1987 | 1988 | 1989 | 1990 |
| Rang  | 59   | 59   | 78   | 87   | 74   |

Source : (en) « Classements de Sabrina Goleš », sur le site officiel du WTA Tour